# Дубище (Узденский район)
Дубище (бел. Дубі́шча) — деревня в Узденском районе Минской области Беларуси. В составе Озерского сельсовета.

## География
Ближайшие населённые пункты Боханы, Нитиевские, Томашевичи и др.

## История
В 1909 году в Минском уезде Самохваловичской волости Минской губернии.

## Население

### Численность
- 2019 год — 12 человек

### Динамика
- 1909 год — 17 человек, 4 двора, урочище[2]
- 2019 год — 12 человек (перепись населения)[2]

## Улицы
- Новая
- Полевая
- Светлая
- Центральная